# Chantal Andere
Jacqueline Chantal Fernández Andere (Ciudad de México, 25 de enero de 1970) es una actriz y cantante mexicana. 

## Biografía y carrera
Debutó como actriz con apenas 16 años en la telenovela juvenil Dulce desafío, encarnando a la rival de la protagonista, interpretada por Adela Noriega.
En 1990 graba Un rostro en mi pasado y al año siguiente fue la protagonista joven de la telenovela de Juan Osorio, Madres egoístas.
En 1990, Chantal inicia su carrera como cantante con el álbum Regresa, de donde se desprenden canciones como “Regresa”, “Tu piel”, "Una de dos", “Virginia” y “Músculo”, entre otras, siendo "Regresa", "Músculo" y "Virginia" las más destacadas de su álbum debut.
En 1992, lanza su segundo disco titulado Chantal de donde logra el éxito con temas como "Contigo el amor es mucho más", "Hey mami", “Déjame ser (para ti)” y “Entre tú y yo”, el cual es seleccionado por el productor Ernesto Alonso como tema de entrada de la telenovela Triángulo, logrando la popularidad de este sencillo en las listas a finales de 1992.
En 1995, grabó su último álbum titulado Tentaciones, del que destacan los sencillos "Mientras llega", “Para saber” y “Siempre sola”.  A pesar de su gran calidad vocal y de obtener gran reconocimiento como intérprete, actualmente está retirada del mundo discográfico, dedicándose de lleno a actuar en teatro y televisión.  Ha participado en grandes musicales como "MYST2"
"La fierecilla tomada", "Víctor Victoria", "Cabaret" y "Amor sin barreras". Ha trabajado en telenovelas como Los parientes pobres, con Lucero, y Marimar, con Thalía.
Debutó como actriz de comedia en la serie Diseñador de ambos sexos, al lado de Héctor Suárez Gomis, Julio Alemán, César Bono y Mara Escalante.
En 2009, participó en la telenovela Sortilegio producida por Carla Estrada para Televisa y en ese mismo año incursionó en el mercadeo político a través de un spot publicitario de Convergencia (hoy Movimiento Ciudadano).[cita requerida]
Participó entre el 2012 y 2013, en la telenovela La mujer del vendaval interpretando a la Lic. Octavia Cotilla Vda. de Hernández, la villana principal de la historia.
En 2015, regresó a las telenovelas como villana en la comedia Antes muerta que Lichita, bajo la producción de Rosy Ocampo con Maite Perroni y Arath de la Torre.
En 2017, interpretó a Justina Samperio Castro, una de las protagonistas en El bienamado junto a Jesús Ochoa, Nora Salinas e Irán Castillo, producida por Nicandro Díaz González.
En 2018, participa en la telenovela Tenías que ser tú producida por Mapat L. de Zatarain con Ariadne Díaz, Andrés Palacios, Grettell Valdez y Arturo Peniche.

## Vida personal
Se casó por primera vez con Roberto Gómez Fernández, hijo del actor y comediante Roberto Gómez Bolaños, de quien se divorció en una fecha desconocida. El 6 de diciembre de 2008, contrajo matrimonio por segunda ocasión con Enrique Rivero Lake, con quien procreó a su hija Natalia, nacida el 7 de marzo de 2009. El 7 de mayo de 2014, nació Sebastíán.

## Discografía
| Año  | Discografía                                                          |
| ---- | -------------------------------------------------------------------- |
| 1995 | Tentaciones                                                          |
| 1992 | Chantal - Distribuido por Melody                                     |
| 1990 | Regresa - Producido por Rafael Pérez Botija y distribuido por Melody |

## Filmografía

### Cine
| Año  | Título              | Papel   |
| ---- | ------------------- | ------- |
| 1990 | Un corazón para dos | Anselma |

### Televisión
| Año       | Título                              | Papel                                | Notas                         |
| --------- | ----------------------------------- | ------------------------------------ | ----------------------------- |
| 1988–1989 | Dulce desafío                       | Rebeca Centeno                       |                               |
| 1989–1990 | Un rostro en mi pasado              | Mariela Vidal                        |                               |
| 1991      | Madres egoístas                     | Carmen Ledesma Arriaga               |                               |
| 1993      | Los parientes pobres                | Alba Zavala                          |                               |
| 1994      | Marimar                             | Angélica Narváez de Santibáñez       |                               |
| 1995–1996 | Acapulco, cuerpo y alma             | Haydée San Román                     |                               |
| 1996–1997 | Sentimientos ajenos                 | Leonor de la Huerta                  |                               |
| 1998      | La usurpadora                       | Estefanía Bracho de Montero          |                               |
| 1999–2000 | Cuento de Navidad                   | Beatriz «Betty» de Rodríguez Coder   |                               |
| 2001      | El noveno mandamiento               | Clara Durán                          |                               |
| 2001      | Diseñador de ambos sexos            | Fabiola Montemayor de Shrinner       |                               |
| 2001      | La intrusa                          | Raquel Junquera Brito                |                               |
| 2002      | La otra                             | Bernarda Sáenz                       |                               |
| 2003      | Amor real                           | Antonia Morales                      |                               |
| 2005–2006 | Barrera de amor                     | Manola Linares de Zamora             |                               |
| 2006      | Cantando por un sueño               | Ella misma                           | Participante                  |
| 2007      | Destilando amor                     | Minerva Olmos de Montalvo            |                               |
| 2008      | S.O.S.: Sexo y otros secretos       | Natalia                              |                               |
| 2009      | Sortilegio                          | Raquel Albéniz Sarmiento de Castelar |                               |
| 2012–2013 | La mujer del Vendaval               | Octavia Cotilla vda. de Hernández    |                               |
| 2013      | Estrella2                           | Ella misma                           |                               |
| 2015–2016 | Antes muerta que Lichita            | Sandra Madariaga                     |                               |
| 2017      | El bienamado                        | Justina Samperio Castro              |                               |
| 2018      | Tenías que ser tú                   | Lorenza Moscona Elorza de Fernández  |                               |
| 2019      | Fiesta Azteca                       | Ella misma                           |                               |
| 2020      | Tu cara me suena                    | Ella misma                           | Participante (1ra. temporada) |
| 2021–2022 | Mi fortuna es amarte                | Constanza Robles García              |                               |
| 2021–2022 | Parientes a la fuerza               | Leticia de Cruz                      |                               |
| 2022      | Celebrando a la Virgen de Guadalupe | Ella misma                           |                               |
| 2023      | Pacto de silencio                   | Ramona Castro                        |                               |
| 2023      | ¿Quién es la máscara?               | Avispa                               | Reality show de canto         |
| 2024      | El maleficio                        | Dolores Zaragoza                     |                               |
| 2024      | El Conde: amor y honor              | Josefina de Zambrano                 |                               |
| 2025      | Velvet: el nuevo imperio            | Blanca Morales                       |                               |

### Teatro
| Año         | Título                          |
| ----------- | ------------------------------- |
| Desconocido | Polo, pelota amarilla           |
| 1986        | Blancanieves y los siete enanos |
| 1987        | La pandilla                     |
| 2006        | Cabaret                         |
| 2009        | Víctor Victoria                 |
| 2010        | Cena de matrimonios             |
| 2010        | La Güera Rodríguez              |
| 2010        | Nada de sexo que somos decentes |
| 2012        | Pasiones peligrosas             |
| 2014-15     | La fierecilla tomada            |
| 2016        | MYST                            |
| 2018        | El beso de la mujer araña       |

### Videos musicales
| Año  | Título   |
| ---- | -------- |
| 1990 | Regresa  |
| 1990 | Músculo  |
| 1990 | Virginia |

## Premios y nominaciones

### Premios TVyNovelas
| Año  | Categoría                 | Telenovela               | Resultado |
| ---- | ------------------------- | ------------------------ | --------- |
| 2016 | Mejor actriz coestelar    | Antes muerta que Lichita | Nominada  |
| 2012 | Mejor actriz antagónica   | Rafaela                  | Nominada  |
| 2008 | Mejor actriz antagónica   | Destilando amor          | Ganadora  |
| 2004 | Mejor villana             | Amor real                | Nominada  |
| 1999 | Mejor actriz de reparto   | La usurpadora            | Nominada  |
| 1997 | Mejor villana             | Sentimientos ajenos      | Ganadora  |
| 1995 | Mejor villana             | Marimar                  | Nominada  |
| 1994 | Mejor villana             | Los parientes pobres     | Nominada  |
| 1992 | Mejor actriz joven        | Madres egoístas          | Nominada  |
| 1990 | Mejor revelación femenina | Dulce desafío            | Nominada  |
| 1990 | Mejor actriz debutante    | Dulce desafío            | Ganadora  |

### Premios ACE 1994
| Categoría                 | Telenovela           | Resultado |
| ------------------------- | -------------------- | --------- |
| Mejor Revelación Femenina | Los parientes pobres | Ganadora  |

### Premios Bravo
| Año  | Categoría               | Telenovela               | Resultado |
| ---- | ----------------------- | ------------------------ | --------- |
| 2008 | Mejor actriz antagónica | Destilando amor          | Ganadora  |
| 2002 | Mejor actriz de comedia | Diseñador de ambos sexos | Ganadora  |

### Premios de la Asociación de Cronistas y Periodistas Teatrales (ACPT)
| Año  | Categoría               | Obra                 | Resultado |
| ---- | ----------------------- | -------------------- | --------- |
| 2014 | Mejor actriz de comedia | La fierecilla tomada | Ganadora  |
| 2010 | Mejor actriz de comedia | La Güera Rodríguez   | Ganadora  |
| 2007 | Mejor actriz relevista  | Víctor Victoria      | Ganadora  |